# Tianzhou 2
Tianzhou 2 (天舟二号; Tiānzhōu èrhào) var en flygning av Kinas obemannat lastrymdskepp, Tianzhou. Farkosten sköts upp med en Chang Zheng 7-raket, den 29 maj 2021. Några timmar senare dockade farkosten med den kinesiska rymdstationen Tiangong.
Målet med flygningen var att leverera förnödenheter och utrustning till rymdstationen.
Den 18 september 2021 flyttades farkosten från akter porten till förr porten på rymdstationen. Under januari 2022 genomfördes flera dockningstest.
Farkosten lämnade rymdstationen den 27 mars 2022 och brann som planerat upp i jordens atmosfär den 31 mars 2022.